# Húsar (Islas Feroe)
Húsar es una localidad y municipio de las Islas Feroe (Dinamarca). El municipio ocupa la mitad meridional de la isla Kalsoy y tiene, en 2011, una población de tan solo 54 habitantes, repartida en dos localidades: Húsar y Syðradalur. Las actividades agrícolas y la piscicultura son las principales actividades económicas.

## Geografía
El municipio comprende desde el valle Hattardalur hacia el sur, la mitad meridional de Kalsoy, mientras la mitad septentrional de la isla pertenece al municipio de Klaksvík. Hay seis pequeños valles en forma de U en la costa oriental, en uno de los cuales se asienta el pueblo de Húsar. Tiene un pequeño puerto desde el cual se accede al pueblo a través de una rampa.
Húsar se comunica por una carretera que corre por la costa hacia el sur hasta Syðradalur. En 1980 se inauguró la comunicación por carretera con Mikladalur, en el norte de la isla, gracias a un sistema de tres túneles que atraviesan las montañas. Hay autobuses que unen a Húsar con todos los pueblos de la isla. De Húsar parte un transbordador que comunica a la isla con Klaksvík; también hay un servicio de helicópteros con el mismo destino.

## Historia
El pueblo de Húsar es mencionado por primera vez en la historia en la Hundabrævið, un documento de finales del siglo XIV, y tal vez sea el poblado más antiguo de la isla.
Al momento de la creación de los municipios feroeses en 1872, Húsar formó parte del municipio de las Islas del Norte. En 1908 se formó un nuevo municipio que integraba a las islas de Kalsoy y Kunoy, llamado "municipio de Kunoy, Mikladlur y Húsar". Este municipio se dividió en 3 en 1931, quedando constituido el actual municipio de Húsar.
La iglesia de Húsar es un templo de piedra de 1920.

## Demografía
El municipio de Húsar comprende dos localidades: Húsar, con 47 habitantes en 2011, y Syðradalur, con 7. 
Húsar es un pueblo poco habitado, y se mantiene con pocas posibilidades de crecimiento, al igual que los otros tres pueblos de la isla. No obstante, la población se ha mantenido sin descensos dramáticos por lo menos durante los últimos 25 años. En 1985, por ejemplo, había 38 habitantes. En 2004 se alcanzó el máximo de los últimos 25 años, con 57 habitantes, desde entonces ha habido un ligero descenso de la población hasta llegar a los 47 actuales. Un 25 % de la población del pueblo de Húsar es de 15 años o menos, otro 25 % entre 16 y 30 años, un 34% entre 30 y 60 años, y un 15% son mayores de 60 años.
| Localidad  | Hab.(2011) |
| ---------- | ---------- |
| Húsar      | 47         |
| Syðradalur | 7          |
| TOTAL      | 54         |

## Política
El concejo municipal se encuentra conformado por 5 personas, entre ellas el alcalde. Las últimas elecciones se llevaron a cabo el 11 de noviembre de 2008, y el alcalde actual es Kristian Hansen.
Existe una discusión sobre una fusión del municipio de Húsar con Klaksvík en un futuro cercano.